# Aaton Penelope
Aaton Penelope é uma câmera profissional que grava em 35 mm, desenvolvida pela Aaton. Ela permite o uso em modo 2 ou 3 perfurações, que se tornou dominante no cinema brasileiro.  A câmera se tornou o equipamento preferido de inúmeras produções nacionais recentes, pela sua ergonomia e leveza. Entre elas: Somos tão Jovens, Bruna Surfistinha, Xingu, Vips, entre outras.